# Luther gyár

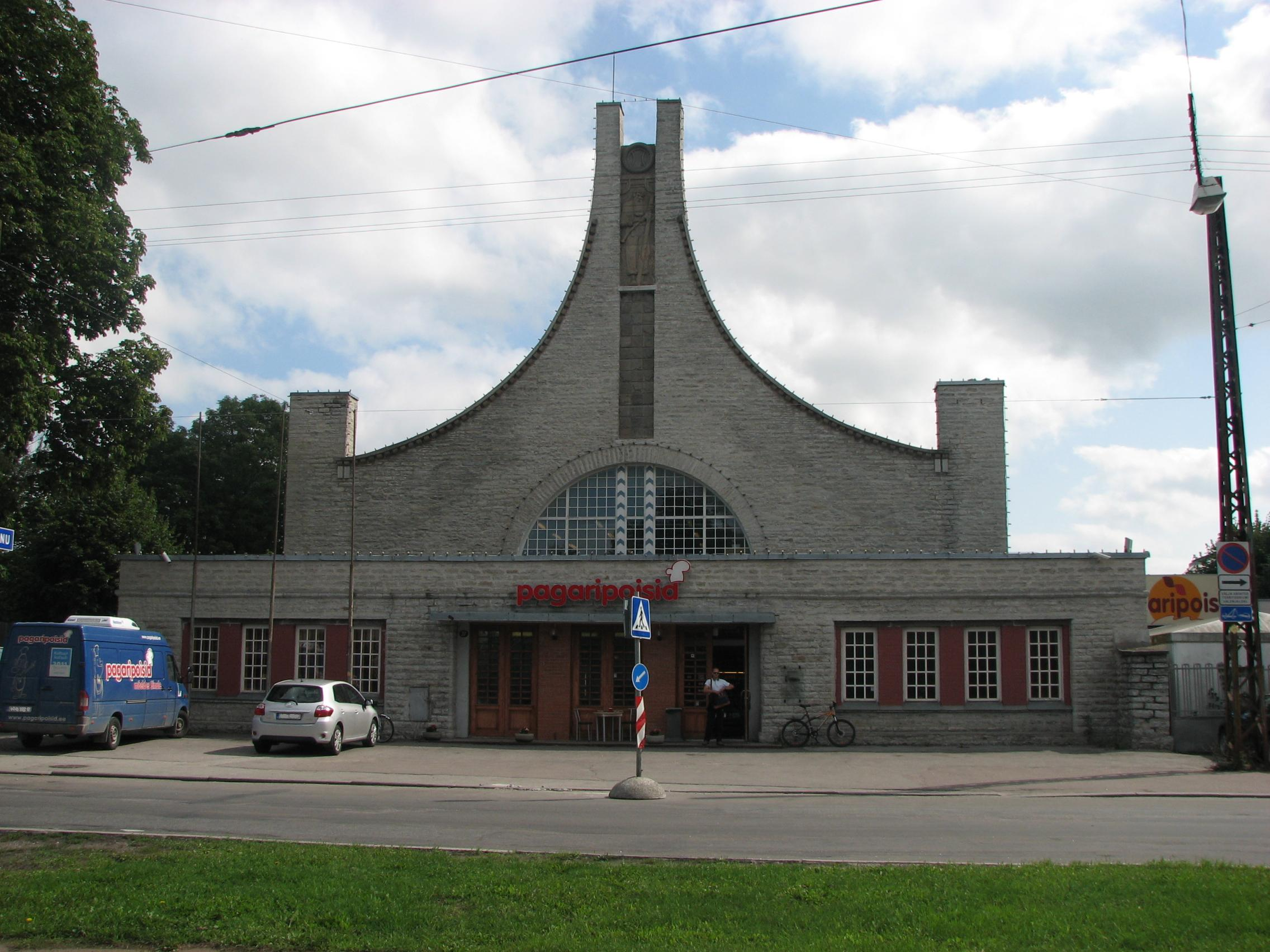
A Luther közösségi ház

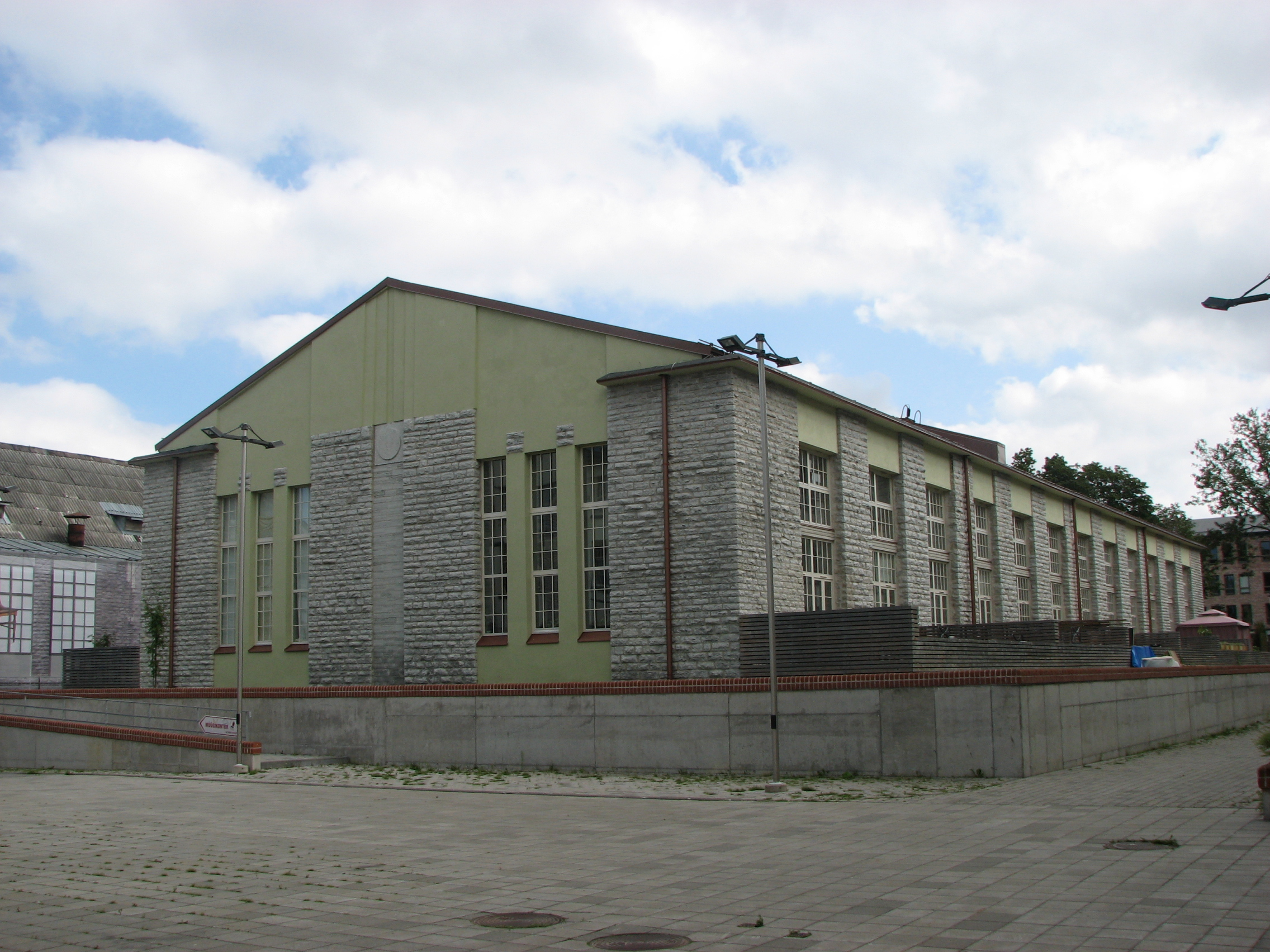
Gyárépület a tallinni Vana-Lõuna utca 39a szám alatt

A Luther gyár, vagy A. M. Luther gyár (észtül: A. M. Lutheri vabrik) rétegelt lemezt és bútorokat gyártó faipari vállalat volt Észtország fővárosában, Tallinnban. 1870-ben alapította Alexander Martin Luther balti német kereskedő. A szovjet megszállás alatt 1968-ig Tallinni Rétegeltlemez- és Bútorgyár (Tallinna Vineeri ja Mööblivabrik), 1968–1993 között Tallinni Rétegeltlemez- és Bútorgyártó Kombinát, röviden TVMK (Tallinna Vineeri- ja Mööblikombinaat) néven működött. Ez a gyár volt Észtország legnagyobb fa- és bútoripari vállalata. A gyár a 2000-es évek elején megszűnt. Helyén napjainkban a Luther negyed (Lutheri kvartal) nevű lakópark és irodaházak találhatók.

## Története

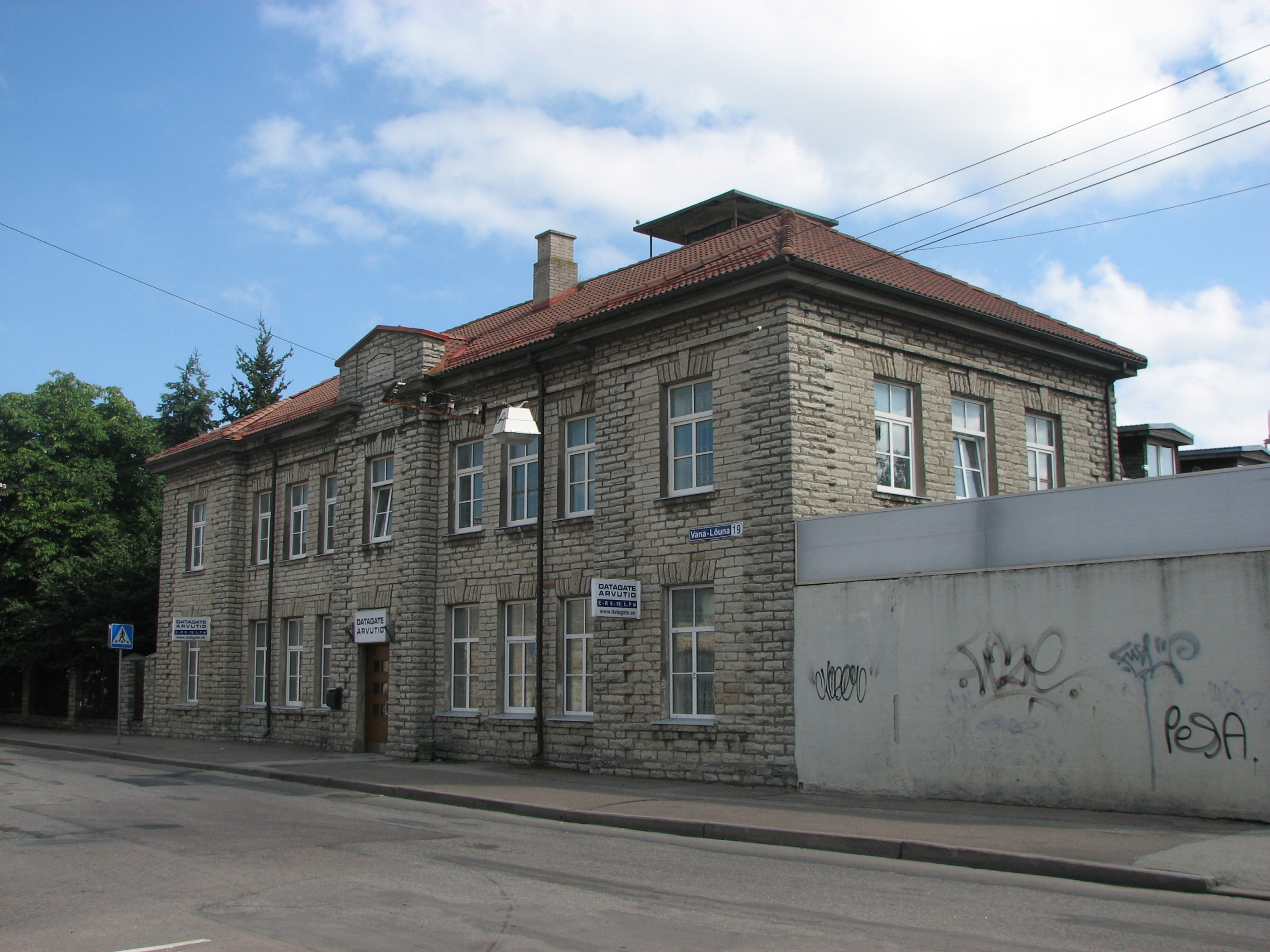
A gyár tűzoltószertára

A Luther gyár egy családi vállalkozásból nőtt ki, amely generációkon keresztül fejlődött és növekedett. A Sziléziából származó balti német Luther család már az 1700-as években kereskedelemmel foglalkozott Tallinnban. A sziléziai Breslauban (napjainkban Wrocław) 1917-ben született Georg Christian Luther 1742-ben költözött az akkor az Orosz Birodalomhoz tartozó és Revalként ismert Tallinnba. Vállalkozása kezdetben só és lenvászon, majd később fa kereskedelmével is foglalkozott. Fia Christian Wilhelm Luther (1774–1841), aki 1881-ben Revalban városi tanácsos is lett, tovább bővítette a vállalkozást. Georg Christian Luther  unokája, Alexander Martin Luther 1870 körül Markel Makarov orosz kereskedővel közösen fakereskedő céget alapított. A cég fő tevékenysége a Finnországból beszerzett, tetőfedő zsindelynek használt faanyag kereskedelme volt.
Alexander Martin Luther 1876-os halála után a céget a harmadik házasságából született két fia, Christian Wilhelm Luther és Karl Luther vitte tovább. Mindketten kereskedelmi és műszaki tanulmányokat folytattak, többek között külföldön is, és élénk érdeklődést mutattak a fafeldolgozás gépesítése iránt. (Christian Wilhelm Luther Moszkvában és Londonban tanult, Kalr Luther pedig Rigában tanult gépészetet. Christian és Karl egyúttal a Baltikum másik jelentős vállalatának, az elektrotechnikai eszközöket gyártó Volta gyárnak is alapítói és vezetői voltak.) Egy évvel Alexander Martin Luther halála után, 1877-ben fűrészüzemet hoztak létre a Finnországból szállított fa helyi feldolgozására, így már helyben állították elő fazsindelyeket.
1883-ban gépesítették a famegmunkálást és létrehozták a Luther és Makarov műhelyt. 1885-ben Lutherék cége volt az első az Orosz Birodalomban, amely rétegelt lemezt kezdett el gyártani. 1887-ben a gyárat a tallinni Pärnui utcába költöztették, és itt hozták létre a későbbi bútorgyárat, amelyet az apjuk tiszteletére A. M. Luther gyárnak neveztek el. Ekkor Christian Wilhelm Luther volt a cégvezető, és testvére Karl Luther volt a műszaki vezető. A cég úttörőnek számított a rétegelt lemezek gyártása terén.
A Luther bútorgyár indulása egybeesett a rétegeltlemezgyártás európai születésével és az intenzív fejlődési időszakával. A cég első sikeres sorozatgyártású terméke egy rétegelt lemezből készített olcsó és tartós szék volt, amely lehetővé tette a nemzetközi piacra történő belépést is. A rétegelt lemezből készített bútorok iránt a kereslet gyorsan növekedett, így a székek után hamarosan elkezdődött az irodabútorok gyártása is. Majd az 1890-es évek végén elkezdték az összecsukható székek és asztalok gyártását is. A cég a bútorokhoz a Luterma márkanevet használta.
A Luther gyár vegyésze, Oskar Paulsen (1869–1942), aki 1893-ban lépett be a céghez, kifejlesztette a rétegelt lemezhez használható vízálló ragasztót, majd szabadalmaztatták. Ezzel a gyár rétegelt lemezei sikeresek és keresettek lettek a nemzetközi piacokon is.
1889-ben a cég részvénytársasággá alakult, amelynek 1914-es haláláig Christian Wilhelm Luther volt a vezetője. 1897-ben Londonban létrejött a Venesta cég, amely a Luther cégtől importált rétegelt lemezből készített bútorokat és kizárólagos joga volt Luther bútorok forgalmazására a Brit Birodalomban.
A gyár folyamatosan fejlődött, az 1890-es évek végén és az 1900-as évek elején  egyre több irodaépületet, üzemépületet, gépcsarnokot emeltek, de építettek munkáslakásokat is. A Pärnui út, a Vana-Lõuna utca és a Veerenni utca által határolt területen, ahol az 1900-as évek elejére egy teljes gyárnegyed alakult ki, amely 2,3 hektáros területet foglal el. Az épületek között számos olyan is akad, amelyek napjainkban műemléki védelem alatt állnak. 1883-ban Erwin Bernhard építész tervei alapján épült egy kazánház, 1891-ben ugyancsak Bernhard tervei alapján készült el a Vineeri utca 6. szám alatt egy egyemeletes ipari épület. 1897-ben a Vineeri utca 8. száma alatt egy kétszintes műhely, 1899-ben a Pärnui úton egy kétszintes ipari csarnok épült fel. 1901-ben egy víztornyot is felépítettek.
A Vana-Lõuna utcában építették fel 1905-ben szecessziós stílusban a gyárhoz tartozó közösségi házat (Rahvamaja). Ez egy közösségi és kulturális intézmény volt, ahol 1908-tól 1914-ig színház is működött. 1914-ben a színháznak el kellett hagynia az épületet, amely az első világháború alatt katonai kórháznak adott helyet, a szovjet megszállás idején pedig a rétegelt lemez és bútorgyár klubházaként működött.
1912-ben készült el a Luther gyár egyik leginnovatívabb épülete, egy háromhajós, vasbeton szerkezetű, üvegtetővel rendelkező gépcsarnok (Masinasaal), amely 1997-ben felkerült az észt kulturális örökség listájára.
1911-ben a brit Venesta cég lett a Luther gyár tulajdonosa. 1928-ban a Luther gyár megvásárolta a lett AS Lignum céget, amely a gyár rigai fióktelepe lett.
A gyárat a bútorgyártás elindulásától irányító Christian Wilhelm Luther 1914-ben elhunyt. Ekkor a gyárnak kétezer dolgozója volt. Az első világháború alatt a szállítási problémák miatt többször csökkenteni a termelést, 1918 decemberében pedig be is zárt a gyár. 1919 áprilisában indult újra, miután a háborús után stabilizálódott a helyzet. A gyár termelésének 90%-át a rétegelt lemez tette ki, a többit pedig elsősorban székek és összecsukható székek adták. A gyár népszerű termékei voltak az ún. „népi székek” (észtül rahvatool) amelynek az ülőfelülete rétegelt lemezből, a többi része tömör fából készült. A cég irányítását fia, Martin Christian Luther (1883–1963) vette át, aki 1940-ig vezette a céget, amikor a szovjet megszállás elől a családjával Németországba távozott.
A gyárat a szovjet hatóságok államosították, majd a második világháború alatt, különösen a Tallinn elleni 1944. márciusi szovjet bombatámadások során a gyárépületek többsége megsemmisült. A második világháború után újjáépítették, és továbbra is réteget lemezt, valamint forgácslapokat gyártott. A gyár neve a háború után Tallinni Rétegeltlemez- és Bútorgyár lett. 1951-ben a gyárnak futballklubja is alakult, amely a gyár nevének rövidítését, a  TVMK nevet viselte, az 1990-es évekbe Marlekor néven működött. Hazai pályája a Kadriorgi stadion volt. A fociklub 2008-ban szűnt meg.

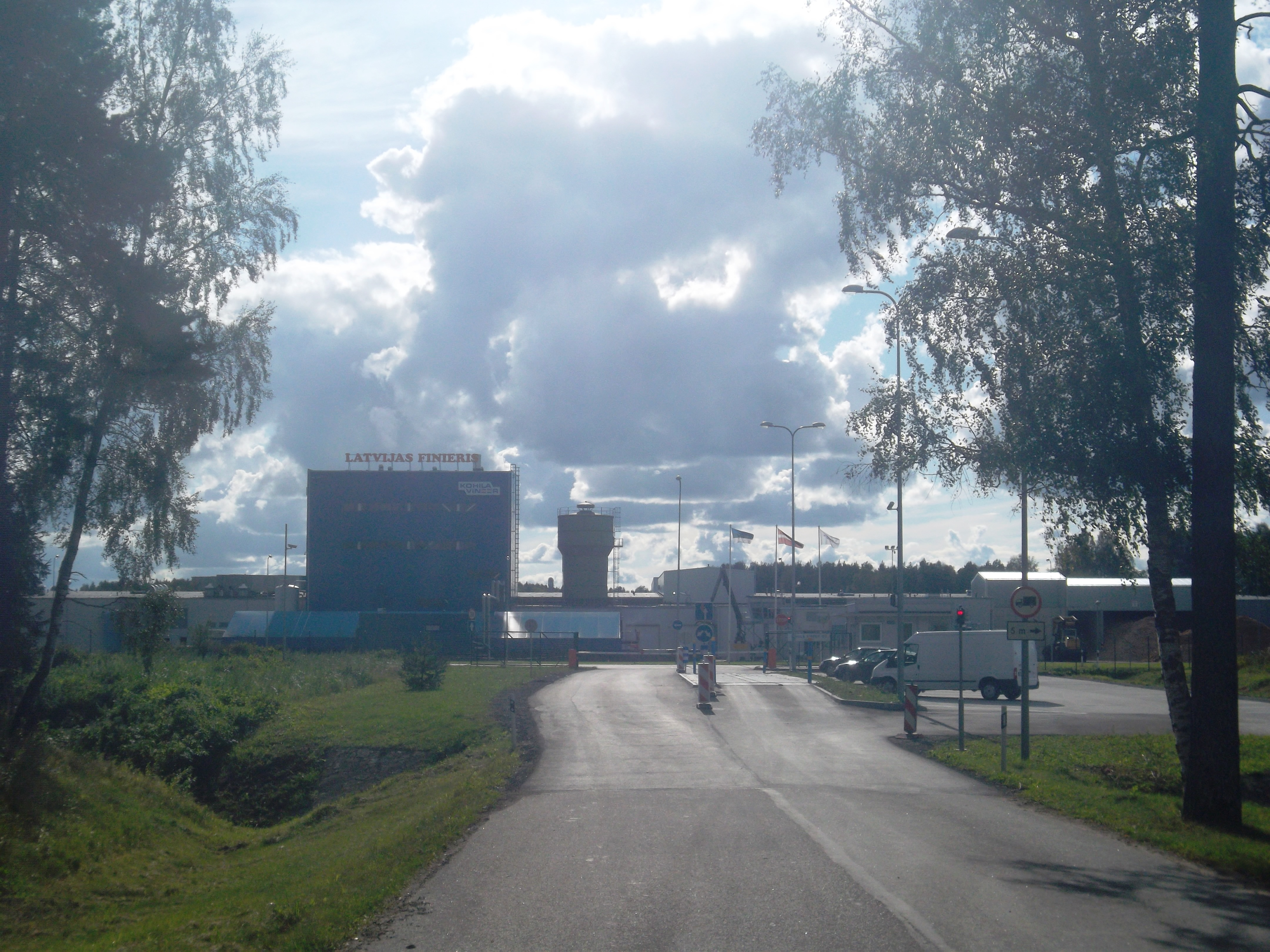
A Latvijas Fineris vállalathoz tartozó Kohila Vineer cég Kohilában

Észtország függetlenségének visszaállítása után, 1993-ben a gyárat privatizálták. Ezen a privatizációs pályázaton indult az egykori tulajdonosok leszármazottja, a Nagy-Britanniában élő Yens Marsen Luther is. A céget végül 1993 szeptemberében  a Marlekor A.S. tulajdonába került. Yens Marsen Luther 1994-ben bíróságon támadta meg a privatizációs eljárást, mert szerinte sérültek az érdekei. A vita végül peren kívüli egyezséggel zárult 1996-ban, ekkor a Marlekor 3 millió korona kártérítést fizetett Yens Luthernak. A gyárat a továbbiakban a Marlekor működtette, amelynek 75%-át 1998-ban a Nordika Varahaldus vagyonkezelő cég vásárolta meg. A privatizáció körüli zavaros időszakban a gyár archívuma nagyrészt elkallódott, csak egy kis részét sikerült megmenteni és múzeumokban elhelyezni.
A Marlekor céget 1996-ban átszervezték, ekkor a tallinni rétegeltlemezgyár kivált belőle és önálló vállalatként működött. Ebben az időben a gyár elsősorban rétegelt lemezt gyártott Oroszországból beszerzett nyírfából. 2002-ben a tallinni gyár a Grove Invest OÜ többségi tulajdonába került. Még abban az évben úgy döntöttek, hogy a termelést Tallinnból egy Kohilában (Rapla megye) felépítendő új, modern üzembe helyezik át. Az új üzem 2005-re készült el, ekkor a rétegeltlemez-gyártás átkerült Kohilába, a Luther negyedben pedig fokozatosan megszűnt az ipari tevékenység. A kohilai gyár működtetésére létrehozták a  Baltic Panel Group céget. Ez a cég 2008-ban csődbe ment. A kohilai üzem később, 2011-ben az egyik vezető európai rétegeltlemez-gyártó, a lett Latvijas Fineris tulajdonába került és napjainkban is ilyen formában működik Kohila Vineer néven.

## A gyár 21. században

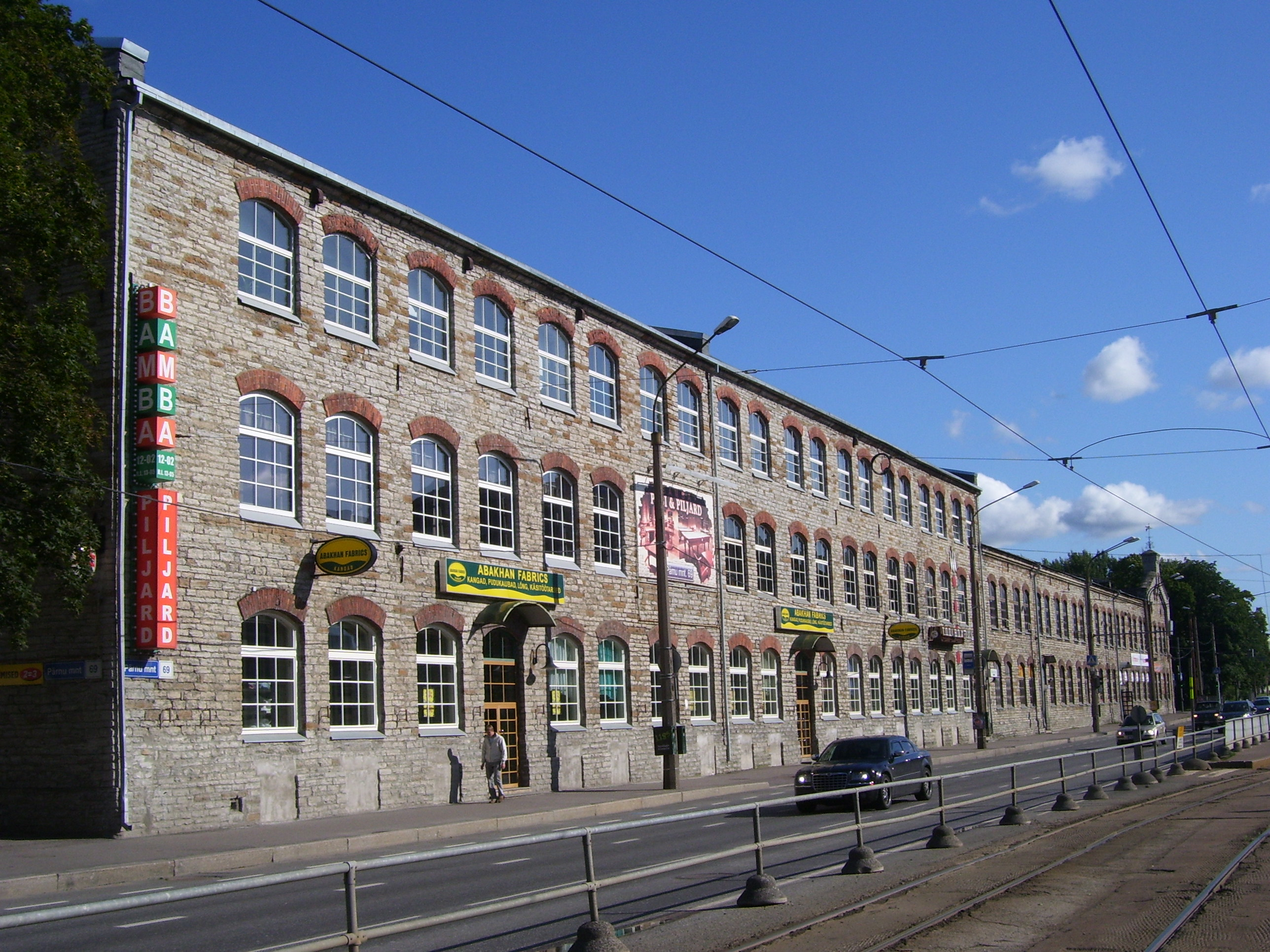
A Luther gyár egyik üzemi épülete a Pärnui úton

Miután az ipari tevékenységet áttelepítették Kohilába, az egykori Luther gyár területén Luther negyed néven (észtül Lutheri kvartal) egy ingatlanfejlesztési projekt kezdődött el, a terület nagy részén lakóparkot és irodaépületeket alakítottak ki. Az egykori gyárépületek közül 19 darab 1997 óta műemléki védettséget élvez. Az ingatlanfejlesztés során, 2006–2008 között a második világháború után készült, történelmi vagy építészeti értékkel nem rendelkező épületek egy részét lebontották. Az egykori gyár három épületében (köztük a fő gyárépületben) 132 lakásos lakóparkot hoztak létre. 2007-ben a Pjotr Seldin tulajdonában lévő Grove Invest ingatlanfejlesztő projektcég és a kivitelező Nordecon építőipari vállalat között pénzügyi vita robbant ki, ezért az építkezés leállt. Seldin 2009-ben eladta a Grove Investben meglévő többségi részesedését Pjotr Levin  moszkvai üzletembereknek és lányának, Natalia Levinnek. Ezt követően a kivitelezés újraindult. 2011-ben egy újabb egykori gyárépületet alakítottak át lakóháznak, és 2014–2015 között a Gépcsarnokból irodaház lett.

## A Luther negyed fontosabb épületei

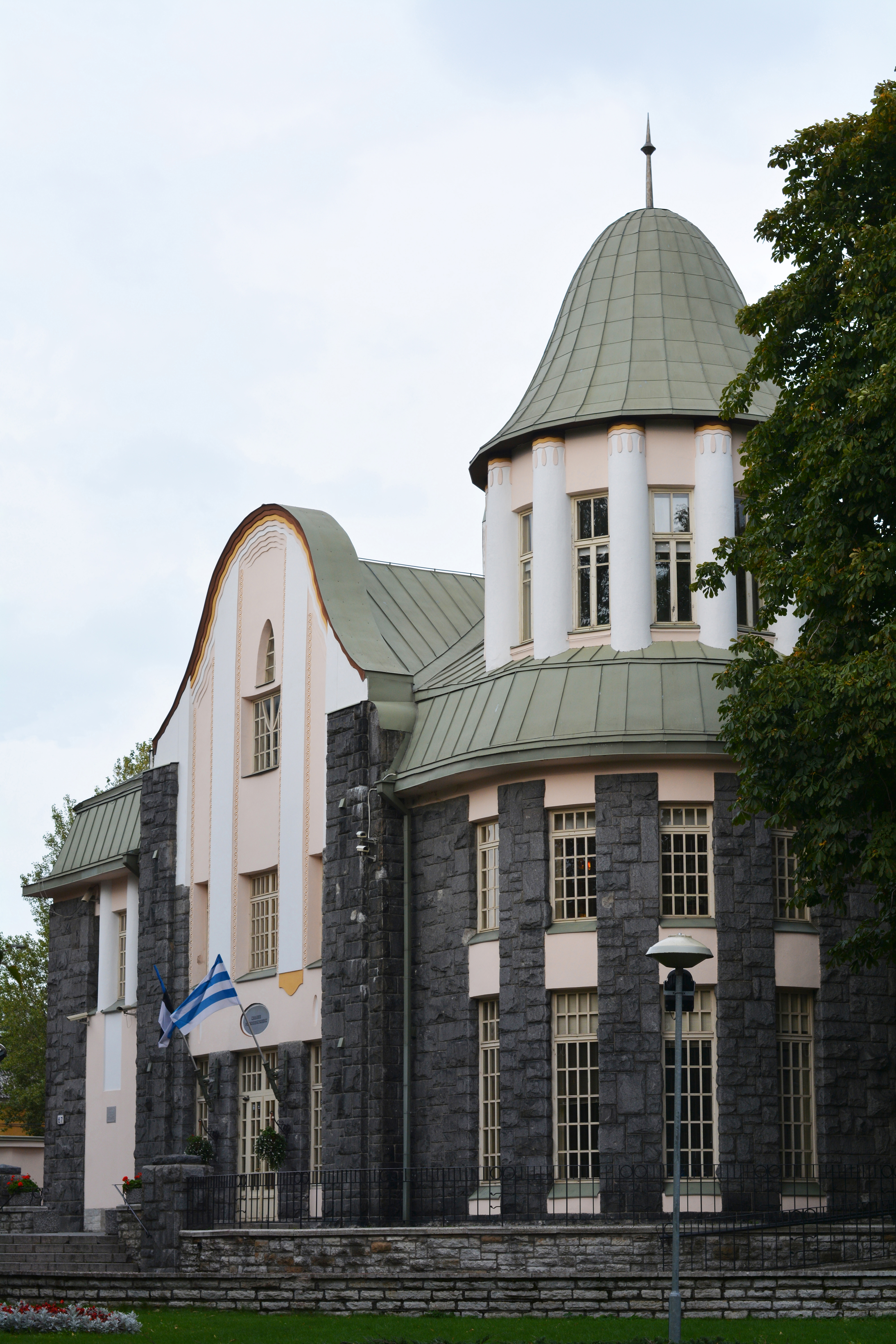
Az egykori Luther villa, amelyben napjainkban a tallinni önkormányzat egyik hivatala működik

- Gépcsarnok (Masinasaal)  – A vasbeton ipari épületet  Nyikolaj Vasziljev és Alekszej Bubir szentpétervári építészek tervezték és 1912-ben készült el. A nagy ablakokkal ellátott épület egyfajta templomszerű megjelenéssel rendelkezik. Az egykori üzemi épületből 2015–2017 között a Nordecon cég egy 4174 m² hasznos alapterületű, háromszintes irodaépületet alakított ki.[11][12]
- Közösségi ház (Rahvamaja) – A gyár munkásai számára készített klubház, amelyet a finn Gesellius, Lindgren & Saarinen építésziroda (Gottlieb Eliel Saarinen, Armas Lindgren és Herman Gesellius) tervezett. 1905-ben adták át. Az épületben üzemi étkezde is működött. A mészkőből épített homlokzata 1997 áprilisától műemléki védelmet élvez.[13][14] 1995–2000 között a Sõnumileht újság szerkesztősége működött az épületben, napjainkban a Pagaripoisid pékség, cukrászda és kávézó működik benne.
- Víztorony (Veetorn) – 1910-ben mészkőből épített, négyszög alaprajzú építmény, amelynek tetején egy betonbunker is található.[15]
- A Luther család lakóháza – Az északi szecessziós stílusban 1909-1910-ben épült háromszintes villát Nyikolaj Vasziljev és Alekszej Bubir szentpétervári építészek tervezték. 1940-ben államosították, 1944-ig gyermekkórház működött benne. A második világháború végén a bombatámadásokban az épület súlyos károkat szenvedett. A háború után újjáépítették, kezdetben lakások voltak benne, 1956-tól gyermekklinikaként használták. Az 1980-as évek elején felújították és 1983-ban a tallinni önkormányzat családügyi hivatal költözött az épületbe.[16]
- Mérnökök lakóháza – 1927-ben fából épített kétszintes lakóépület, amely a Vana-Lõuna utca 27. szám alatt található. A környező területen az 1920-as években több munkáslakás épült.[17]
- Tűzoltóászertár (Tuletõrjedepoo) – 1912-ben épült Bernhard Ervin építész tervei alapján. Az épület a második világháborúban megsérült, helyreállítása 1950-ben fejeződött be. Az épületben egészségügyi helyiségeket is kialakítottak. 1997 óta műemlékileg védett épület.[18]